# DNAJC4
DNAJC4 (англ. DnaJ heat shock protein family (Hsp40) member C4) – білок, який кодується однойменним геном, розташованим у людей на 11-й хромосомі. Довжина поліпептидного ланцюга білка становить 241 амінокислот, а молекулярна маса — 27 593.
| 10         |  | 20         |  | 30         |  | 40         |  | 50         |
| ---------- |  | ---------- |  | ---------- |  | ---------- |  | ---------- |
| MPPLLPLRLC |  | RLWPRNPPSR |  | LLGAAAGQRS |  | RPSTYYELLG |  | VHPGASTEEV |
| KRAFFSKSKE |  | LHPDRDPGNP |  | SLHSRFVELS |  | EAYRVLSREQ |  | SRRSYDDQLR |
| SGSPPKSPRT |  | TVHDKSAHQT |  | HSSWTPPNAQ |  | YWSQFHSVRP |  | QGPQLRQQQH |
| KQNKQVLGYC |  | LLLMLAGMGL |  | HYIAFRKVKQ |  | MHLNFMDEKD |  | RIITAFYNEA |
| RARARANRGI |  | LQQERQRLGQ |  | RQPPPSEPTQ |  | GPEIVPRGAG |  | P          |

A: Аланін

C: Цистеїн

D: Аспарагінова кислота

E: Глутамінова кислота

F: Фенілаланін

G: Гліцин

H: Гістидин

I: Ізолейцин

K: Лізин

L: Лейцин

M: Метіонін

N: Аспарагін

P: Пролін

Q: Глутамін

R: Аргінін

S: Серин

T: Треонін

V: Валін

W: Триптофан

Кодований геном білок за функцією належить до шаперонів. 
Локалізований у мембрані.